# The Great Twenty-Eight
The Great Twenty-Eight è una raccolta di canzoni di Chuck Berry, pubblicata nel 1982 dalla Chess Records. Raccoglie alcuni tra i pezzi più noti dell'artista, incisi originariamente tra il 1955 ed il 1965. Nel 2003 l'album è stato inserito nella lista dei 500 migliori album secondo Rolling Stone, alla posizione numero 21.

## Tracce
- Tutte le canzoni sono scritte da Chuck Berry

### Lato A
1. Maybellene - 2:18 (dal singolo, 1955)
2. Thirty Days (To Come Back Home) - 2:24 (dal singolo, 1955)
3. You Can't Catch Me - 2:42 (dal singolo, 1956)
4. Too Much Monkey Business - 2:53 (dal singolo, 1956)
5. Brown-eyed Handsome Man - 2:17 (dal singolo, 1956)
6. Roll Over Beethoven – 2:23 (dal singolo, 1956)

### Lato B
1. Havana Moon - 3:05 (dal singolo, 1956)
2. School Days - 2:40 (dal singolo, 1957)
3. Rock and Roll Music - 2:30 (dal singolo, 1957)
4. Oh Baby Doll - 2:33 (dal singolo, 1957)
5. Reelin' and Rockin' - 3:14 (dal singolo, 1958)
6. Sweet Little Sixteen - 2:55 (dal singolo, 1958)
7. Johnny B. Goode - 2:38 (dal singolo, 1958)
8. Around and Around - 2:35 (dal singolo, 1958)

### Lato C
1. Carol - 2:46 (dal singolo, 1958)
2. Beautiful Delilah - 2:08 (dal singolo, 1958)
3. Memphis, Tennessee - 2:12 (dal singolo, 1959)
4. Sweet Little Rock and Roller - 2:20 (dal singolo, 1958)
5. Little Queenie - 2:38 (dal singolo, 1959)
6. Almost Grown - 2:19 (dal singolo, 1959)
7. Back in the U.S.A. - 2:25 (dal singolo, 1959)

### Lato D
1. Let It Rock - 1:50 (dal singolo, 1960)
2. Bye Bye Johnny - 2:03 (dal singolo, 1960)
3. I'm Talking About You - 1:48 (dal singolo, 1961)
4. Come On - 1:50 (dal singolo, 1961)
5. Nadine (Is It You?) - 2:30 (dal singolo, 1964)
6. No Particular Place to Go - 2:44 (dal singolo, 1964)
7. I Want To Be Your Driver - 2:15 (da Chuck Berry in London, 1965)

## Musicisti
- Chuck Berry – voce, chitarra
- Gene Barge – sassofono
- Fred Below – batteria
- Martha Berry – voce
- Leroy C. Davis – sassofono tenore
- Willie Dixon – basso
- Equadors – voce
- Jerome Green – marimba
- Ebby Hardy – batteria
- Johnnie Johnson – pianoforte
- Lafayette Leake – pianoforte
- The Moonglows – voce
- Matt "Guitar" Murphy – chitarra
- Odie Payne – batteria
- Jimmy Rogers – chitarra
- George Smith – basso
- Otis Spann – pianoforte
- Jasper Thomas – batteria
- Paul Williams – pianoforte